# Mikel Herzog
Mikel Herzog (Vergara, Spanyolország; 1960. április 16.–) spanyol zeneszerző, énekes. Az 1998-as Eurovíziós Dalfesztiválon előadott ¿Qué voy a hacer sin ti? („Mihez fogok kezdeni nélküled?”) című dalával vált ismertté.

## Életrajz
A baszkföldi Gipuzkoa (spanyolul Guipúzcoa) tartomány Vergara (baszkul Bergara) nevű községében született 1960. április 16-án. Számos együttesnek volt tagja az 1980-as években, mint például a Nekez vagy az Orquesta Alcatraz. Később saját együttest alapított Mikel Herzog y Ébano néven. A Cadillac együttes dobosává választotta, bár az együttessel töltött ideje igen rövid volt. Ezt követően más, nemzetközi előadóknak szerzett dalokat, többek között Ricky Martinnak is.
Az 1990-es években belépett a La Década Prodigiosa nevű zenekarba. Miután elhagyta ezt az együttest is, Tractor amarillo („Sárga traktor”) címmel írt egy dalt Zapato Veloznak, amely nagy sikerre tett szert a spanyol rádiókban. 1994-ben a Hattyúhercegnő című Walt Disney-film A világ végére című betétdalát énekelte duettben Mónica Naranjo-val. Több lemezt is kiadott, majd 1996-ban a Benidormi Dalfesztiválon vett részt La magia del amor („A szerelem varázsa”) című dallal.
1998-ban Spanyolországot képviselte a Birminghamban megrendezett Euróvíziós Dalfesztiválon saját, Qué voy a hacer sin ti című szerzeményével, de csak 16. lett. 2001-ben barátjával, Serafín Zubiri énekessel koncertezett. Ugyanebben az évben az Operación Triunfo produkciós csapata tagjává vált. 2006-ban új lemezt adott ki Cómo pasa el tiempo („Hogy telik az idő”) címmel; a lemezből származó bevételeket az Alzheimer-kórosok megsegítésére szánta. 2007-ben zsűritagja volt az azévi Eurovíziós Dalfesztivál spanyol válogatójának.
Herzog házas, és két gyermeke van, akik szintén a zene iránt elkötelezettek. Jelenleg van egy nagy logisztikai cége a tengerészeti területen, ami a vízi sportok iránti szeretetének eredménye.

## Diszkográfia
- 1992: Bienvenidos al paraíso („Isten hozott benneteket a paradicsomban”)
- 1994: Un regalo de amor („Egy szerelmi ajándék”)
- 1996: La magia del amor („A szerelem varázsa”)
- 1998: ¿Qué voy a hacer sin ti? („Mihez fogok kezdeni nélküled”)
- 1999: En tu mano está („A kezedben van”)
- 2006: Cómo pasa el tiempo („Hogy telik az idő”)

## Fordítás
- Ez a szócikk részben vagy egészben a Mikel Herzog című spanyol Wikipédia-szócikk fordításán alapul.  Az eredeti cikk szerkesztőit annak laptörténete sorolja fel. Ez a jelzés csupán a megfogalmazás eredetét és a szerzői jogokat jelzi, nem szolgál a cikkben szereplő információk forrásmegjelöléseként.

## Külső hivatkozások
- Mikel Herzog: ¿Qué voy a hacer sin ti? – Eurovíziós Dalfesztivál 1998